# Carpina
Carpina é um município da Zona da Mata Norte, no estado de Pernambuco, no Brasil. Dista 45 quilômetros da capital do estado, Recife, e sua população, conforme estimativas do IBGE de 2021, era de 85 131 habitantes.

## Topônimo
"Carpina" procede do tupi antigo karapina, que era o nome de uma variedade de pica-pau. O termo passou a ser aplicado também ao ofício de carpinteiro, por ambos trabalharem a madeira. O termo foi incorporado à língua portuguesa, junto com sua variante, "carpina". Por volta de 1822, um carpinteiro de nome Francisco de Andrade Lima se instalou na região. Por conta desse fato, a região passou a ser chamada de "Chã (planície, planalto) do Carpina". De 1901 a 1938, a cidade foi chamada de Floresta dos Leões. Nesse ano, adotou o nome Carpina, em referência a seu nome original, Chã do Carpina.

## História

### Ocupação indígena
Por volta do ano 1000, a Zona da Mata Norte de Pernambuco foi ocupada por tupis procedentes da Amazônia, que expulsaram os antigos habitantes tapuias, falantes de línguas macro-jês, para o interior do continente. No século XVI, quando os primeiros europeus chegaram à região, a mesma era habitada pelo ramo tupi dos tabajaras.

### Antecedentes da ocupação territorial de origem europeia
Muito embora o atual território municipal de Carpina esteja situado principalmente na bacia hidrográfica do rio Capibaribe, admite-se que teria recebido maior influência daqueles que buscavam as matas setentrionais do atual estado de Pernambuco, na esperança de encontrar o desejado, mas nem sempre rendoso, pau-brasil. Logo que as matas litorâneas foram dizimadas e, nos vales dos rios, implantou-se a atividade canavieira, aqueles colonos que não dispunham de recursos suficientes para a implantação de engenhos dedicavam-se a atividades complementares e dependentes daquela atividade principal. Desta forma, o pastoreio, que se desenvolveu ao lado da agricultura no primeiro século de colonização europeia, viu-se obrigado a buscar outras regiões onde pudesse crescer sem prejudicar a agricultura nascente, acarretando a interiorização da pecuária e sua fixação no Agreste e no Sertão.
Dentre as atividades complementares dependentes da açucareira, além da pecuária já citada, sobressaía-se a atividade madeireira, necessária à confecção de caixas para o embarque do açúcar para a coroa. Ora, as matas litorâneas continuam sendo erradicadas, tanto pela procura do "pau das tintas quanto pela expansão canavieira que, vencendo a barreira dos vales fluviais, subia pelas encostas, dominando a paisagem".
Sobre esse plano de fundo, os madeireiros, que desenvolviam sua atividade naqueles locais onde a matéria-prima ocorresse em abundância, viam-se forçados a procurar melhores sítios ainda não cobiçados pelos "nobres do açúcar".
Os colonizadores da capitania de Itamaracá, notadamente aqueles que se fixaram no vale do rio Goiana, foram os primeiros descendentes de europeus a desbravarem aquelas áreas, onde o rio Tracunhaém cortava a terra coberta de matas, em busca de terras para a agricultura de subsistência. Lado a lado com esses pioneiros, os madeireiros seguiam a mesma trilha, alcançando as cabeceiras daquele rio.
Por outro lado, os pecuaristas se viam na contingência de buscarem rotas para suas boiadas capazes de fornecerem condições de sobrevivência não só para os boiadeiros e tangerinos, como para o próprio gado. Com efeito, essa necessidade levou ao traçado das rotas seguindo os cursos dos rios que desemborcavam no litoral. Dentre esses, se situa o rio Capibaribe, em cuja bacia hidrográfica localizam-se dois terços do território municipal.
Pelo anteriormente exposto, podemos concluir que o território, onde se localiza o atual município de Carpina, teve sua ocupação determinada por duas vias de acesso: uma pelo norte, partindo de Goiana e seguindo o rio Tracunhaém e ultrapassando suas nascentes; outra pelo sul, uma das rotas oficiais dos caminhos das boiadas, a que partia do litoral e acompanhava o rio Capibaribe.

### Ocupação de origem europeia
A ocupação do território onde se localiza o município de Carpina foi determinada por duas vias de acesso: uma pelo norte, a partir de Goiana, seguindo o rio Tracunhaém; outra mais ao sul, partindo do litoral e acompanhando o rio Capibaribe, uma das rotas oficiais dos "caminhos das boiadas". Os primeiros desbravadores a chegar, a partir da segunda metade do século XVII, foram os exploradores do pau-brasil e os criadores de gado; em seguida, surgiram os engenhos de cana-de-açúcar. A atividade madeireira sobressaía-se como complementar e dependente da açucareira, pela necessidade de confecção de caixotes para o acondicionamento do açúcar a ser embarcado para a Coroa.

### Desenvolvimento
Com a abertura da estrada de ferro para Limoeiro, em 1881, a chã do Carpina passou a ser uma estação intermediária. O movimento ferroviário incrementava o comércio da estação, embora incipiente, porém promissor. Logo a seguir, fazendo entroncamento na Chã do Carpina, abriu-se o ramal para Nazaré. Os dois eventos tiveram marcante contribuição no desenvolvimento inicial: quer pela estação da linha tronco com destino a Limoeiro, quer pela implantação do ramal.
A atividade comercial que se iniciou e se desenvolveu no local provocou a construção de moradias, no início, de taipa, cercadas pelas roças e cultura de subsistência. Conta-se que, por volta de 1888, um dos moradores, João Batista de Carvalho, teve a iniciativa de desapropriar uma área, coberta de mocambos e roçados, para, aí, abrir a primeira praça de Chã de Carpina. Essa iniciativa foi combatida na época especialmente por aqueles que tiveram seus bens desapropriados, o que não é difícil de entender. Hoje, o local é a principal praça da cidade.

### Crescimento e consolidação
Esse distrito do Chã do Carpina consta dos quadros de apuração do recenseamento geral de 1 de setembro de 1920 como integrante do município de Nazaré. A denominação de Floresta dos Leões foi dada ao distrito pela lei municipal (Paudalho) de nº 12, datada de 15 de dezembro de 1901, numa homenagem a João Souto Maior, líder da Revolta Pernambucana de 1817, apelidado de Leão de Tejucupapo, e a seus seguidores, os leões, que se haviam refugiado na chã do Carpina, depois de um combate com as tropas governistas.
A localidade foi elevada à categoria de vila pela lei estadual de nº 991, de 1 de julho de 1909. Lá, em pleno centro da cidade, existe um monumento com a caricatura de um leão. A lei nº 1 931, de setembro de 1928, criou o município, com a denominação de Floresta dos Leões, que permaneceu até 1938, quando foi substituída pela de Carpina, em face do decreto-lei estadual de nº 235, de 9 de dezembro de 1938. Sua instalação ocorreu em 1 de janeiro de 1929.
Administrativamente, o município é formado pelos distritos de: Carpina (sede) e dos povoados de Caramuru e Caraúba Torta. O município comemora sua emancipação política anualmente no dia 11 de setembro (FIDEP,1982).

### Emancipação política
O funcionário público e jornalista Francisco José Chateaubriand Bandeira de Melo pediu permissão para mudar o nome de "Chã do Carpina" para "Floresta dos Leões" ao então presidente da república, Afonso Pena, que excursionava pelo Nordeste do Brasil. Aceito o pedido, o presidente doou um conto de réis para ajudar na compra do leão de bronze que se vê no monumento erguido na Praça de São José, inaugurado em setembro de 1909. Em 1923, o deputado Armando Gayoso apresentou, à câmara de vereadores, o projeto de lei 1 372, que sugeria a emancipação do município. O projeto não foi aprovado pelo governador Sérgio Loreto para não desagradar políticos de Paudalho e Nazaré. Foram muitos embates, muitas reuniões no Engenho Limeira Grande, até chegar-se à condição de município. Os emancipadores, como Odair Santana, conseguiram atingir os seus objetivos no ano de 1928. Em homenagem, seus nomes ficaram perpetuados em praças, ruas e avenidas da cidade.
A Vila da Floresta dos Leões foi levada à categoria de cidade pela Lei Estadual nº 1 931, de 11 de setembro de 1928, e instalada em 1 de janeiro de 1929. Desmembrada dos municípios de Paudalho e Nazaré da Mata, passou a chamar-se Floresta dos Leões. Em 1938, a localidade voltou ao nome de origem - Carpina, durante o Estado Novo, Governo de Getúlio Vargas, por sugestão do jornalista Mário Melo. A mudança de nome não agradou aos leo-florestanos.

## Cronologia
- A Lei Estadual nº 991, de 1 de julho de 1909, caracteriza as povoações que terão a categoria de cidade e a de vila, ficando, nessa última categoria, a vila de Floresta dos Leões.[nota 1]
- A Lei Estadual nº 1 572 de 16 de maio de 1923 constitui o município de Carpina no território conhecido como Floresta dos Leões, entre os municípios de Nazaré e Paudalho. Sua sede continuará sendo denominada Floresta dos Leões.[nota 2]
- Em 11 de setembro de 1928, a Lei Estadual 1 931 constitui, mais uma vez, o município, com o nome de Floresta dos Leões, formado pelos distritos de Carpina e Lagoa do Carro, cujo funcionamento iniciaria em 1 de janeiro de 1930.[nota 3]
- Decreto-lei estadual nº 235, de 9 de dezembro de 1938, muda a denominação do município de Floresta dos Leões para Carpina.[nota 4]

## Geografia
Localiza-se a uma latitude 07º51'03" sul e a uma longitude 35º15'17" oeste, estando a uma altitude de 184 metros e distante 45 km do Recife.
Possui uma área de 146,00 km². Segundo dados coletados pelo Instituto Brasileiro de Geografia e Estatística (IBGE) no ano 2014, Carpina tem 80 194 habitantes. Sua taxa de urbanização é de 95,60%. Tem, como densidade demográfica, 516,51 habitantes por quilômetro quadrado.

### Limites
| Precipitação máxima em 24 horas em Carpina (APAC, 1991-2020) | Precipitação máxima em 24 horas em Carpina (APAC, 1991-2020) | Precipitação máxima em 24 horas em Carpina (APAC, 1991-2020) |
| Mês                                                          | Acumulado                                                    | Ano                                                          |
| ------------------------------------------------------------ | ------------------------------------------------------------ | ------------------------------------------------------------ |
| Janeiro                                                      | 59,6 mm                                                      | 2019                                                         |
| Fevereiro                                                    | 82,0 mm                                                      | 2004                                                         |
| Março                                                        | 86,8 mm                                                      | 2018                                                         |
| Abril                                                        | 117,1 mm                                                     | 1996                                                         |
| Maio                                                         | 83,8 mm                                                      | 2016                                                         |
| Junho                                                        | 142,3 mm                                                     | 2010                                                         |
| Julho                                                        | 100,7 mm                                                     | 2017                                                         |
| Agosto                                                       | 65,6 mm                                                      | 2000                                                         |
| Setembro                                                     | 122,2 mm                                                     | 2000                                                         |
| Outubro                                                      | 36,0 mm                                                      | 2001                                                         |
| Novembro                                                     | 34,8 mm                                                      | 2013                                                         |
| Dezembro                                                     | 62,0 mm                                                      | 2010                                                         |

- Norte: Tracunhaém, Nazaré da Mata e Buenos Aires.
- Sul: Lagoa de Itaenga e Lagoa do Carro.
- Oeste: Limoeiro.
- Leste: Paudalho.

### Hidrografia
O município de Carpina encontra-se inserido nos domínios das bacias hidrográficas dos rios Goiana e Capibaribe. Seus principais tributários são os rios Tracunhaém, Capibaribe e Itapinassu além dos riachos: Bonito, das Bestas e Flores. Os principais corpos de acumulação são os açudes Carpina (270 000 000 metros cúbicos) e Curtume. Os principais cursos d'água no município têm regime de escoamento perenizado e o padrão de drenagem é o dendrítico.

### Clima
- Tipo de clima: Tropical com chuvas de outono-inverno
- Precipitação pluviométrica: 1 117,2 mm
- Meses chuvosos: abril a julho

| Dados climatológicos para Carpina                  | Dados climatológicos para Carpina | Dados climatológicos para Carpina | Dados climatológicos para Carpina | Dados climatológicos para Carpina | Dados climatológicos para Carpina | Dados climatológicos para Carpina | Dados climatológicos para Carpina | Dados climatológicos para Carpina | Dados climatológicos para Carpina | Dados climatológicos para Carpina | Dados climatológicos para Carpina | Dados climatológicos para Carpina | Dados climatológicos para Carpina |
| Mês                                                | Jan                               | Fev                               | Mar                               | Abr                               | Mai                               | Jun                               | Jul                               | Ago                               | Set                               | Out                               | Nov                               | Dez                               | Ano                               |
| -------------------------------------------------- | --------------------------------- | --------------------------------- | --------------------------------- | --------------------------------- | --------------------------------- | --------------------------------- | --------------------------------- | --------------------------------- | --------------------------------- | --------------------------------- | --------------------------------- | --------------------------------- | --------------------------------- |
| Precipitação (mm)                                  | 61                                | 71,2                              | 94,1                              | 119,8                             | 150,5                             | 234,5                             | 163,6                             | 95                                | 48,5                              | 22,2                              | 18,9                              | 38,1                              | 1 117,2                           |
| Dias com precipitação (≥ 1 mm)                     | 7                                 | 7                                 | 9                                 | 11                                | 13                                | 17                                | 17                                | 13                                | 8                                 | 5                                 | 4                                 | 5                                 | 117                               |
| Fonte: Atlas Climatológico do Estado de Pernambuco |                                   |                                   |                                   |                                   |                                   |                                   |                                   |                                   |                                   |                                   |                                   |                                   |                                   |

## Personalidades carpinenses
- Ver Biografias de carpinenses notórios